# Malajiska federationen
Malajiska federationen (Malajiska: Persekutuan Tanah Melayu, Jawi: ڤرسكوتوان تانه ملايو) är namnet på en federation av 11 stater (de nio malajiska staterna och två ur den brittiska Straits Settlements: Penang och Malacka) som existerade från 31 januari 1948 till 16 september 1963. Förbundet blev självständigt från Storbritannien den 31 augusti 1957. Det ombildades som Malaysia med utökningen med Singapore, samt delstaterna på Borneo som kom att bli Östmalaysia: Nordborneo (under namnet Sabah) och Sarawak 1963. Singapore blev självständigt 1965.
Mellan 1946 och 1948 bildade de 11 staterna från Brittiska Malaya en gemensam brittisk kronkoloni som kallades Malajiska unionen. På grund av motstånd från malajiska nationalister upplöstes unionen och ersattes av Malajiska federationen, där de symboliska positionerna för härskarna i de nio Malajstaterna återställdes. Liksom med Malajiska unionen inkluderade federationen till en början inte Singapore, trots sina traditionella förbindelser till Malaya.